# 米爾斯天文台
米爾斯天文台（英語：Mills Observatory）位於蘇格蘭鄧迪，是英國首個特製天文台，建立於1935年。天文台擁有維多利亞時代的折射望遠鏡，天象儀和展覽廳。